# فرانک اودبرگ
فرانک اودبرگ (انگلیسی: Frank Odberg؛ ۱ مارس ۱۸۷۹ – ۱۹۱۷) قایقران روئینگ اهل بلژیک بود.
وی در مسابقات کشوری و بین‌المللی در مجموع برندهٔ ۲ مدال طلا، ۱ مدال نقره شده‌است.